# Mamedoba
Mamedoba är en ort i Azerbajdzjan.   Den ligger i distriktet Masallı Rayonu, i den sydöstra delen av landet, 190 km sydväst om huvudstaden Baku. Mamedoba ligger 36 meter över havet och antalet invånare är 1 272.
Terrängen runt Mamedoba är platt åt nordost, men åt sydväst är den kuperad. Runt Mamedoba är det ganska tätbefolkat, med 160 invånare per kvadratkilometer.. Närmaste större samhälle är Boradigah, 5,9 km öster om Mamedoba.
Omgivningarna runt Mamedoba är en mosaik av jordbruksmark och naturlig växtlighet.